# Laninamivir
Le laninamivir (CS-8958) est un antiviral inhibiteur de la neuraminidase étudié en vue d'une possible application comme traitement, voire comme prophylaxie, contre le virus de la grippe A et le virus de la grippe B actuellement en phase III d'essai clinique. Il a été approuvé en 2010 au Japon pour le traitement de la grippe.